# M.P. Christiansen
Mads Peder Christiansen (født 26. december 1817, død 3. januar 1905 var en dansk gårdejer og politiker. Han var medlem af Folketinget fra 1873 til 1890.
Christiansen var søn af gårdejer Christian Terkelsen. Han blev født 26. december 1817 i Ny Sogn vest for Ringkøbing. Han lærte landbrug og købte i 1841 en forfalden gård i Lønborg Sogn sydvest for Skjern som han satte i stand og solgte igen i 1852. Han købte så en stykke jord fra hovedgården Søgård i Ny Sogn som han bebyggede. I 1876 købte han også en lille gård i nabosognet Gammel Sogn som han solgte videre til en svigersøn.
Han var medlem af sognerådet i Lønborg Sogn 1848-1852, og medlem af sognerådet i Ny Sogn 1856-1858 og var 1871-1873 sognerådsformand i sognet. Fra 1856 til 1865 han var medlem af Ringkøbing Amtsråd. Christiansen var også sandflugtskommissær og forligskommissær samt bestyrelsesmedlem i Ulfborg og Hind Herreders Landboforening, heraf formand 1862-1865.
Christiansen stillede op til folketingsvalget 1858 i Ringkøbingkredsen mod kredsens daværende folketingsmand, Sylvester Jørgensen, og tabte snævert med 27 stemmers forskel. Ved valget i 1873 stillede op igen og vandt denne gang over Chr.H. Holm. Christiansen forblev i Folketinget til 1890 hvor han ikke stillede op længere og blev afløst af J.C. Christensen. I Folketinget tilhørte han Det Forenede Venstre. Ved splittelsen af Forenede Venstre i 1878 fulgte han Berg og var med ved dannelsen Det Danske Venstre i 1884.
Christiansen blev udnævnt til kammerråd i 1862 men frasagde sig titlen i 1868. Han 3. januar 1905.